# 即墨区
即墨区为中国山东省青岛市所辖的一个市辖区， 位於中國位于胶东半岛南部，東臨黃海，與日本、韓國隔海相望，南依嶗山，近靠青島。區人民政府駐通濟街道振華街140號。
“即墨”，其名称最早出现在《战国策》、《国语》、《史记》等历史典籍中。春秋战国时期就是齐国通商名衢，秦代置县，汉初成为胶东政治、经济、文化中心，隋朝建城于现址，已有1400多年建城史。战国时，齐国大将田单坚守即墨，并摆下火牛阵發動反攻，大破燕国军队。汉初，齐国末裔田横不愿归降汉朝，率五百壮士困守于即墨外一海岛（今名田横岛），最终全部自刎或者蹈海而死。现代画家徐悲鸿曾以此为题材，创作了著名油画《田横五百士》。今天，即墨境内还有祭海节等民俗。

## 地理
即墨南倚崂山，东临黄海，海岸线长达183千米。地形主要是平原，其中东南部多低山丘陵。全市年平均气温12℃，降水量708毫米。

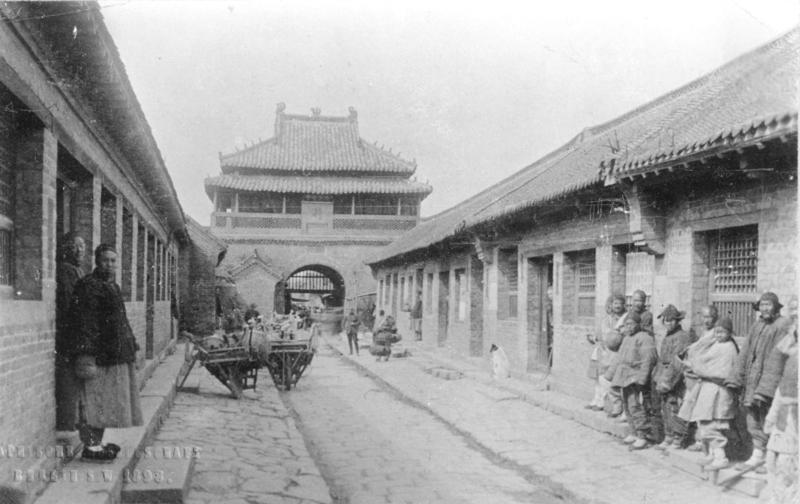
1898年的即墨

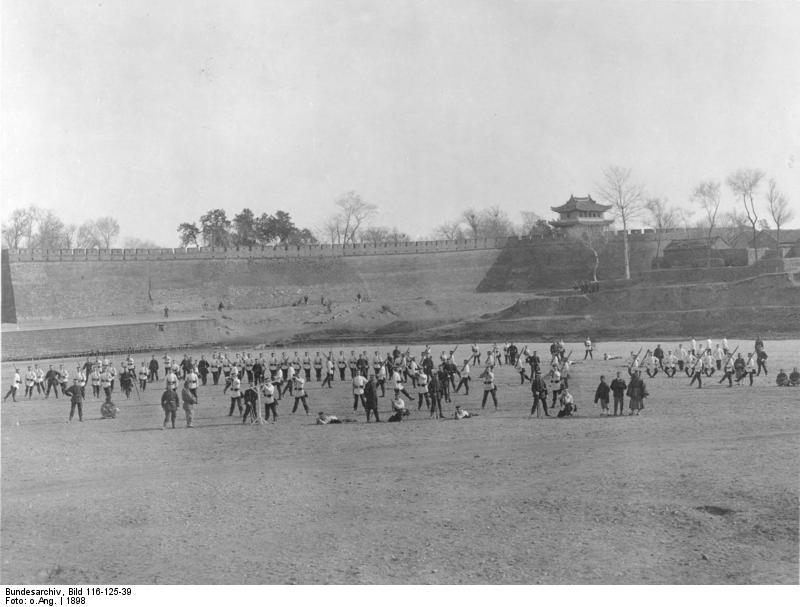
1898年德國租界德軍營區

## 人口
根據第七次全国人口普查數據，截至2020年11月1日零時，即墨區常住人口1336077人。

## 行政区划
原即墨县在隋朝前后吞并南部的不其县后，境域一直延续至明清时期，一度归属莱州府、胶州直隶州管辖。清末胶州直隶州析出胶州湾沿岸地区设立德国胶澳租借地（今属青岛市），即墨县的境域缩小。民国时期即墨县一度划为青岛市即墨区。
1949年即墨县划为15个区、3个镇。
1951-1952年建乡，即墨县划为172个乡。
1956年即墨、即东两县合并划为18个区。
1957年改为15个区，2个镇；1958年成立37个人民公社，后合并为30个。
1961年，将城阳、棘洪滩、马戈庄、河套、阴岛五个公社划归崂山区；即墨改为24个公社。
1963年改为26个公社。
1972年改为30个公社。1984年以公社的范围为基础划为10个镇、20个乡。以后有15个乡先后撤乡设镇。
1998年5月，将白庙乡并入鳌山卫镇，同时，撤销即墨镇、三里庄乡，设立环秀、潮海、通济三个街道；9月，设立即墨经济开发区，同时将潮海办事处和留村镇的9个村庄划归经济开发区。
1999年划为营上、留村、段村、鳌山卫、温泉、王村、田横、丰城、金口、店集、大官庄、华山、灵山、长直、段泊岚、瓦戈庄、刘家庄、移风店、七级、蓝村、南泉、普东、大信、马山24个镇，太祉庄、石门、乔家屯3个乡，环秀、潮海、通济3个街道，山东省即墨经济开发区，田横岛省级旅游度假区。
2001年经乡镇规模调整后，划为营上、留村、龙泉、鳌山卫、温泉、王村、田横、丰城、金口、店集、华山、灵山、段泊岚、刘家庄、移风店、七级、蓝村、南泉、普东、大信20个镇，环秀、通济2个街道，山东省即墨经济开发区，田横岛省级旅游度假区。
2001年8月设立北安街道（原营上镇）。
2002年5月17日，龙山街道在原留村镇的基础上成立。
2012年8月撤销王村镇，将其原行政区域并入田横镇，新成立的田横镇政府管辖范围为原王村镇政府所辖区域，原田横镇政府所辖区域由田横岛旅游度假区管辖，即墨共有7个镇、8个街道、1个省级经济开发区、1个省级旅游度假区。
2017年7月18日《国务院关于同意山东省调整青岛市部分行政区划的批复》（国函〔2017〕105号文）同意即墨撤市设区，同年8月31日《山东省人民政府关于调整青岛市部分行政区划的通知》（鲁政字〔2017〕148号文）批转，10月27日青岛市第十六届人民代表大会常务委员会第四次会议通过《关于即墨撤市设区区划调整有关事项的决定》，10月30日正式挂牌。
目前下辖：
环秀街道、潮海街道、通济街道、北安街道、龙山街道、龙泉街道、鳌山卫街道、温泉街道、灵山街道、蓝村街道、大信街道、田横镇、金口镇、段泊岚镇和移风店镇。

## 交通
- 204国道、 228国道、 308国道过境。
- 即墨站（胶济线、胶济客专线）、即墨北站（青荣城际线）、蓝村站（胶济线、蓝烟线）、姜家坡站（蓝烟线）

## 经济
农业以种植小麦、玉米等粮食为主，盛产猪、牛、羊、禽蛋等副食品和对虾、鱼类、贝类等多种水产品。工业有食品生产、服装制造等行业，是全国综合实力百强县之一。
即墨建有多个工业园区，有省级经济开发区，许多乡镇和街道办事处也建有工业园区。园区内韩资企业较多。
在服装领域，有着多个知名品牌，如“红领”、“即发”、“亨達”等。并有辐射山东和华北的服装批发市场。目前新的即墨新服装批发市场已经建成，位于鹤山路与华山一路十字路口以西，面积达27万平方米。同时即墨正在大力推进西部国际商贸城项目，建成后预计为中国长江以北最大的商贸集群。
另外，即墨拥有许多专业性批发市场，有据称是中国北方最大的小商品城，副食品批发市场、旧货市场、建材市场等规模也很大。

## 旅游
2008年北京奥运会帆船比赛在青岛举办，青岛借势投资旅游资源，旅游将成为即墨经济的重要支柱。
即墨目前有田横岛旅游度假区、鳌山湾、马山公园、华山高尔夫俱乐部、温泉以及位于灵山镇的灵山旅游景区等旅游景区。现在即墨东部的温泉和鳌山卫两镇也划为旅游区，“鳌山湾”正成为即墨乃至青岛的一个旅游名片，并已获投资上百亿元人民币，港中旅（青岛）海泉湾度假区现已建成营业。“青岛新东部，即墨鳌山湾”境内已经投建和正在投建的有：天泰度假村、麒麟山庄、高尔夫球场，海滨综合度假村（游艇等，投资近50亿元人民币）。

## 体育
即墨体校，建有标准化体育场馆。

## 物产
特产即墨老酒、齐鲁老酒、齐鲁春酒，是与绍兴酒齐名的黄酒品种。
干海产品、地瓜、花生也十分有名。即墨的葡萄为山東省名產。

### 特別节庆
- 祭海节
- 财神节：农历七月二十二
- 龙王爷生日：农历六月十三
- 半年：农历七月十五

## 友好合作关系城区（市）
- 日本香川县观音寺市（2000年7月）
- 新南威尔士州利物浦平原郡（2014年8月）
- 仁川广域市西区（2016年3月）